# رودخانه ایسل
رودخانه اَیسُل (به هلندی: IJssel) یک رود در هلند است که در افریسل واقع شده‌است.